# Villa Suzanne
La villa Suzanne est une villa située en France sur la commune d'Aurillac (Cantal), en région Auvergne-Rhône-Alpes.

## Localisation
Le monument se trouve 3 rue du professeur-Henri-Mondor.

## Historique
Construite en 1903 par l’architecte Casimir Croizet pour son propre usage, la maison a subi des modifications dans les années 1960 par Pierre Croizet.

### Protection
La villa est inscrite au titre des monuments historiques par arrêté du 23 décembre 2009.

## Description
Cette villa de faubourg en pierre blanche, sur deux niveaux, s’ouvre sur une cour et un jardin. Son architecture éclectique est marquée par des éléments Art nouveau, visibles notamment dans le dessin et l’ornementation des baies. L’intérieur conserve des menuiseries originales en pitchpin de Norvège ainsi qu’un panneau peint provenant du pavillon du Massif central à l’Exposition universelle de 1937.